# Serhij Szapował
Serhij Wołodymyrowycz Szapował, ukr. Сергій Володимирович Шаповал (ur. 7 lutego 1990 w miasteczku Worzel, w obwodzie kijowskim) – ukraiński piłkarz, grający na pozycji pomocnika lub napastnika.

## Kariera piłkarska

### Kariera klubowa
Wychowanek szkół piłkarskich Łokomotyw-MSM-Omix Kijów, Widradny Kijów oraz Zmina-Obołoń Kijów, barwy których bronił w juniorskich mistrzostwach Ukrainy (DJuFL). Karierę piłkarską rozpoczął 19 sierpnia 2007 w składzie Nafkomu Browary. Na początku 2010 został piłkarzem Nywy Tarnopol, a po pół roku zmienił klub na Feniks-Illiczoweć Kalinine. Podczas przerwy zimowej sezonu 2010/11 został zaproszony do FK Lwów. Latem 2011 wyjechał do Mołdawii, gdzie bronił barw FC Tiraspol. Na początku grudnia 2014 razem z Dmytrem Matwijenkiem opuścił tyraspolski klub. 11 lipca 2015 podpisał kontrakt z Czornomorcem Odessa. 2 marca 2016 został piłkarzem białoruskiego klubu Tarpieda-BiełAZ Żodzino. 20 lipca 2018 przeniósł się do FK Homel. W marcu 2022 r. został zaprezentowany jako nowy piłkarz czwartoligowego klubu Narew Ostrołęka. W ostrołęckim klubie nie zagrał jednak ani jednego meczu. Trafił do Hiszpanii, gdzie trenował z Barakaldo CF. Ostatecznie podpisał kontrakt z islandzkim Dalvik Reyinir FC. 

## Sukcesy

### Sukcesy klubowe
- wicemistrz Mołdawii: 2014
- brązowy medalista Mistrzostw Mołdawii: 2013
- zdobywca Pucharu Mołdawii: 2013
- zdobywca Superpucharu Mołdawii: 2014
- finalista Superpucharu Mołdawii: 2013